# 滕索 (阿拉巴馬州)
滕索（英語：Tensaw）是一個位於美國阿拉巴馬州鮑德溫縣的非建制地區。該地的面積和人口皆未知。

## 地理
滕索的座標為31°09′25″N 87°47′58″W / 31.156944°N 87.799444°W，而該地最高點為海拔高度43米（即141英尺）。